# Brunettia subdisiunctio
Brunettia subdisiunctio és una espècie d'insecte dípter pertanyent a la família dels psicòdids.

## Descripció
- Les antenes del mascle fan 1,02 mm de llargària (0,65 les de la femella) i les ales 1,46 de longitud (1,55 la femella) i 0,80 d'amplada (0,74 la femella).[6]

## Distribució geogràfica
Es troba a Àsia: és un endemisme de Taiwan.